# Charnia
Charnia (Charnia) – rodzaj prekambryjskich zwierząt należących do fauny ediakarskej, przypominających kształtem liść paproci.

## Wielkość
Zwierzę to, wśród innych stworzeń prekambryjskiego morza, wyróżniało się dużym rozmiarem – osiągało 2 m długości – żaden inny przedstawiciel fauny ediakarańskiej nie osiągał podobnej wielkości.

## Pożywienie
Prawdopodobnie filtrowała cząstki pokarmowe z wody lub dna morskiego.

## Występowanie
Najbardziej rozpowszechniona spośród fauny ediakarskiej. Duża liczba osobników, prawdopodobnie najstarszych znanych obecnie okazów z tejże fauny, znajdowana jest w rejonie południowowschodniego wybrzeża Nowej Fundlandii.
Najprawdopodobniej zaliczyć ją można do fauny bentosowej, spędzającej życie na dnie morza. Obecnie rozpowszechniła się hipoteza, iż Charnia żyła w wodach głębokich, poniżej burzliwego ruchu fal.

## Opis
Ciało segmentowane, kształtu liścia. Segmenty lewe i prawe niesymetryczne.

## Odkrycie
Ch. masoni odkryta została w 1957 w Bradgate Park w Leicestershire przez ucznia, przyszłego profesora petrologii, Rogera Masona. Natomiast drugi gatunek, Ch. wardi, odkryto w 1978 w Nowej Fundlandii. W 2009 roku gatunek ten został jednak zaliczony do rodzaju Trepassia (Trepassia wardae Narbonne et al., 2009).

## Klasyfikacja
Trudna do ustalenia.